# Министерство исповеданий Временного правительства
Министе́рство испове́даний Вре́менного прави́тельства (Министерство исповеданий, рус. дореф. Министерство исповѣданій) — центральное государственное учреждение Временного правительства России (с 1 (14) сентября 1917 года — Российской республики), орган государственной исполнительной власти, обеспечивавший проведение политики Временного правительства в области вероисповеданий. 
Министерство учреждено 5 (18) августа 1917 года. Перестало де-юре выполнять свои функции после Октябрьской революции 1917 года. Последний известный делопроизводственный акт одного из департаментов Министерства датирован 25 апреля 1918 года.

## История министерства
В Российской империи порядок государственного контроля и надзора за деятельностью вероисповеданий осуществлялся 1) через обер-прокуратуру Святейшего синода (в отношении Православной российской церкви) и 2) через Департамент духовных дел иностранных испове́даний Министерства внутренних дел (в отношении всех остальных вероисповеданий).

### До Октябрьской революции
В ходе Февраля 1917 года, в результате которого в России был изменён государственный строй, Временное правительство объявило курс на достижение равенства всех религий и построение «внеконфессионального» государства.
14 (27) июля увидело свет постановление Временного правительства «О свободе совести».
25 июля (7 августа) 1917 года на заседании Временного правительства обер-прокурор Святейшего синода А. В. Карташёв предложил упразднить пост обер-прокурора Синода и создать центральный орган по управлению духовных лиц всех конфессий.
5 (18) августа 1917 года Временное правительство выпустило постановление «Об учреждении Министерства исповеданий». Согласно данному акту был создан новый орган исполнительной власти — Министерство испове́даний. Оно было образовано путём объединения Канцелярии обер-прокурора Св. синода и Департамента духовных дел иностранных испове́даний.
Министерство исповеданий состояло из трёх отделов:
1. Департамента по делам Православной церкви
2. Департамента по делам инославных и иноверных испове́даний
3. Юрисконсультской части[1][6]

Министр испове́даний и два его заместителя (в терминологии времени — товарища) назначались из лиц, принадлежащих к православному испове́данию. Последнее подчёркивало сохранение за Православной церковью особого в государстве статуса, «культурного сотрудничества» власти и церкви.
Новую структуру возглавил А. В. Карташёв, его заместителем (товарищем) был назначен С. А. Котляревский: до 5 (18) августа 1917 года они занимали посты, соответственно, обер-прокурора Святейшего синода и товарища обер-прокурора Святейшего синода.
Временно, до вынесения Поместным собором определения об изменении формы управления Православной российской церкви полномочия министра исповеданий объявлялись тождественными правам и обязанностям прежних обер-прокуроров. После — какого-либо вмешательства министерства во внутреннюю жизнь церковных объединений не предусматривалось. Его компетенции планировалось ограничить обеспечением отношений государства с различными религиозными объединениями России, практическим осуществлением постановления «О свободе совести».
11 (24) октября 1917 года Временное правительство утвердило штаты Министерства исповеданий и его ассигнования на 1918 год. Однако из-за Октябрьской революции соответствующее постановление Временного правительства опубликовано не было, в результате чего структура нового министерства осталась до конца неоформленной.

### После Октябрьской революции
После Октябрьской революции на базе Министерства исповеданий не было создано соответствующего наркомата: оно не вошло в систему органов советской власти, но и не было упразднено.
По мнению В. А. Фёдорова, Министерство исповеданий было упразднено 25 октября (7 ноября) 1917 года — «с падением Временного правительства».
По мнению М. А. Бабкина, Министерство исповеданий де-юре перестало существовать с выходом 5 (18) января 1918 года постановления ВЦИК «О признании контрреволюционным действием всех попыток присвоить себе функции государственной власти», согласно которому прекращалась работа прежних государственных структур, де-юре не упразднённых советской властью. В том акте констатировалось: «Всякая попытка со стороны кого бы то ни было или какого бы то ни было учреждения присвоить себе те или иные функции государственной власти будет рассматриваема как контрреволюционное действие. Всякая такая попытка будет подавляться всеми имеющимися в распоряжении советской власти средствами, вплоть до применения вооружённой силы».
По мнению А. В. Соколова, Министерство исповеданий де-юре «автономно» существовало вплоть до выпуска декрета об отделении церкви от государства от 20 января (2 февраля) 1918 года.
В начале декабря 1917 года Поместный собор Православной российской церкви фактически считал, что Министерству исповеданий будет отведено место в системе органов новой власти. Так, 2 (15) декабря 1917 года Собор принял определение «О правовом положении Православной российской церкви», в котором была очерчена желательная для Православной церкви модель государственно-церковных отношений. В том определении упоминался глава Министерства исповеданий и его заместители. При этом такого министерства в системе государственных учреждений советской власти не существовало, и создание его не планировалось. Соответствующий пункт названного соборного акта гласил:

«Глава российского государства, министр исповеданий и министр народного просвещения и их товарищи должны быть православными».
Последний делопроизводственный документ Министерства исповеданий, созданный в его Департаменте по делам Православной церкви, датирован 25 апреля 1918 года.